# 浏阳市博物馆
浏阳市博物馆是位于中华人民共和国湖南省浏阳市的一座博物馆，成立于1991年，并集自然、历史、民俗、人文于一体。

## 历史沿革

浏阳文庙

1991年，浏阳县博物馆成立，设在浏阳文庙，由浏阳籍、「中共八大元老」之一宋任穷题写馆名。
2017年8月，浏阳市博物馆新馆动工建设，于2021年6月25对外开放。

## 建筑展厅
浏阳市博物馆新馆建筑面积7997.05平方米，一楼是以浏阳历史为主线的《浏阳古代历史文化陈列》展厅，二楼为《浏阳近现代杰出人物陈列》展厅和临时展厅，三楼主要是青少年活动教育区、文物库房等。